# Тепловой шум
Тепловой шум (шум Джонсона — Найквиста, джонсоновский шум или найквистовский шум) — равновесный шум, обусловленный тепловым движением носителей заряда в проводнике, в результате чего на концах проводника возникает флуктуирующая разность потенциалов.

## История
В 1926 году Джон Б. Джонсон впервые экспериментально установил закономерности этого вида шума в Bell Labs. Затем он описал своё открытие Гарри Найквисту, который смог объяснить полученные результаты.

## Возникновение
Тепловой шум возникает в любом проводнике электрического тока, обладающем активным сопротивлением, и связан с хаотичным движением подвижных носителей заряда, в результате которого на концах проводника появляются флуктуации напряжения. Реактивные сопротивления — ёмкости и индуктивности — не могут быть источниками теплового шума.
В металлах из-за большой концентрации электронов проводимости и малой длины свободного пробега тепловая скорость электронов во много раз превосходит скорость направленного движения в электрическом поле (скорость дрейфа). Поэтому мощность теплового шума зависит только от температуры и полосы частот, в которой производится измерение, и не зависит от приложенного напряжения, тока и частоты.

## Напряжение
Средний квадрат напряжения теплового шума зависит только от активного сопротивления проводника {\displaystyle R} и абсолютной температуры проводника {\displaystyle T} и может быть рассчитан по формуле Найквиста:
{\displaystyle {{\overline {e_{t}^{2}}}={4kT \over 2\pi }{\int _{w_{1}}^{w_{2}}{Re[Z(jw)]dw}\mid _{Z=R}}=4kTR{\mathcal {\Delta }}f},}
где {\displaystyle k} — постоянная Больцмана, {\displaystyle {\mathcal {\Delta }}f} — полоса частот, в которой проводятся измерения.

## Спектральная плотность мощности
Спектральная плотность электродвижущей силы шума (имеющая размерность В2·с):
{\displaystyle S_{f}=4kTR{\frac {hf}{kT}}\left(\exp {\frac {hf}{kT}}-1\right)^{-1},}
где {\displaystyle k} — постоянная Больцмана, {\displaystyle T} — абсолютная температура проводника, {\displaystyle R} — активное сопротивление проводника, {\displaystyle h} — постоянная Планка, {\displaystyle f} — частота.
В области частот, для которой выполняется неравенство {\displaystyle {\frac {hf}{kT}}\ll 1}, спектральную плотность можно считать постоянной и не зависящей от частоты:
{\displaystyle S_{f}={{\overline {e_{t}^{2}}} \over {{\mathcal {\Delta }}f}}=4kTR.}
Поэтому тепловой шум можно рассматривать в широком диапазоне частот как белый шум вплоть до частоты порядка:
{\displaystyle f_{m}\approx kT/h.}
При комнатной температуре (300 К):
{\displaystyle f_{m}\approx 6\cdot 10^{12}} Гц.